# ロバート・カー (初代ロジアン侯爵)

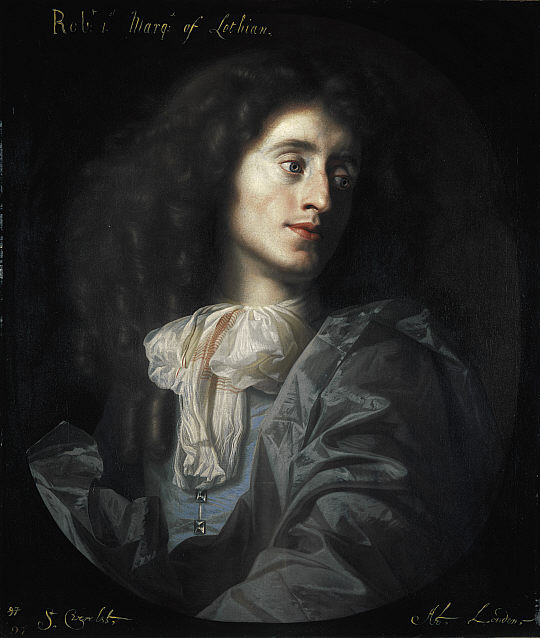
初代ロジアン侯爵の肖像画

初代ロジアン侯爵ロバート・カー（英語: Robert Kerr, 1st Marquess of Lothian,PC、1636年3月8日 - 1703年2月15日）は、イギリスの貴族。1661年まではカー卿を、同年から1675年まではニューボトル卿をそれぞれ儀礼称号として用いた。同年から1701年まではアンクラム伯爵を名乗ったのち、ロジアン侯爵に叙せられた。

## 生涯
初代ロジアン伯爵とアン・カー（Anne Kerr、第2代ロジアン伯爵の長女）との長男としてエディンバラシャー、ニューボトルに生まれた。その後の1651年から1657年にかけてはスコットランドを離れて、ライデン大学に学んだのち、ソミュール、アンジェ、パリを渡り歩いた。1658年に親族がその相続をめぐって係争中のロクスバラ伯爵位の優先継承権を主張したが、不成功に終わった。また、父のロジアン伯が1661年にロクスバラ伯位の継承権を失うと、従来の儀礼称号（カー卿）の使用をとりやめて、新たにニューボトル卿の称号を用いた。
その後はスコットランド辺境警備任務に従事したほか、第三次英蘭戦争に志願して1673年まで従軍した。1675年に父よりロジアン伯爵を継承した。ロバートはやがて健康を害したことから、1679年の秋から翌年の夏までパリやモンペリエで静養した。1686年に枢密顧問官に就任した。彼は名誉革命を支持して、スコットランド臨時議会にも自身の議席を保持した。1689年には民事控訴院主席判事に任命されてその死までその地位にあったほか、ウィリアム3世より枢密顧問官に再任されている。翌年の1690年に親族チャールズ・カーよりアンクラム伯爵を継承した。
1692年に国教会総会勅使に就任すると国王と国教会の板挟みとなり、翌年には体調を崩してバースで療養する羽目となった。加えて、1695年には「ロバートを他の伯爵よりも下位の席次として扱うべきか」の議会投票が行われるといった屈辱を味わったが、1701年にロジアン侯爵に叙されてその名誉回復を果たした。また、翌年にはイングランドとの合同交渉委員となったが、1703年に合同を見ぬまま急死した。爵位は長男ウィリアムが継承した。

## 爵位
1675年に父ウィリアム・カーの死去に伴って、以下の爵位を継承した。
- 第2代ロジアン伯爵(2nd Earl of Lothian)
(1631年10月31日の勅許状によるスコットランド貴族爵位)

- 第2代ニューボトル卿(2nd Lord Newbottle)
(1631年10月31日の勅許状によるスコットランド貴族爵位)

1690年にチャールズ・カーの死去に伴って、以下の爵位を継承した。
- 第3代アンクラム伯爵(3rd Earl of Ancram)
(1633年6月24日の勅許状によるスコットランド貴族爵位)
- 第3代ニスベット、ランヌートン及びドルフィンストンのカー卿(3rd Lord Kerr of Nisbet, Longnewtoun and Dolphinstoun)
(1633年6月24日の勅許状によるスコットランド貴族爵位)

1701年6月23日に以下の爵位を新規に叙された。
- 初代ロジアン侯爵(1st Marquess of Lothian)
(勅許状によるスコットランド貴族爵位)
- 初代ブリーン子爵(1st Viscount of Briene)
(勅許状によるスコットランド貴族爵位)
- 初代ニューボトル、オクスナム、ジェドバラ、ドルフィンストン及びニスベットのカー卿(13th Lord Ker of Newbottle, Oxnam, Jedburgh, Dolphinstoun and Nisbet)
(勅許状によるスコットランド貴族爵位)

## 家族
1660年2月にジーン・キャンベル（Jean Campbell、1712年7月31日没、初代アーガイル侯爵の次女）と結婚して、10人の子供をもうけた。
- 第1子（長男）ウィリアム（1661年 - 1721/1722年2月28日）- 第2代ロジアン侯爵
- 第2子（次男）チャールズ（生年未詳 - 1735年没）- ジャネット・マレー（Janet Murray、サー・デイヴィッド・マレーの娘）と結婚、子あり。
- 第3子（長女）マーガレット（1670年生）- 夭折
- 第4子（次女）ジーン（1671年生） - 夭折
- 第5子（三男）ジョン（1673年 - 1735年9月8日）
- 第6子（三女）メアリー（1674年 - 1736年1月22日）- 1692年に第2代ダグラス侯爵と結婚、子あり。
- 第7子（四男）マーク（英語版） （1676年4月1日 - 1752年2月2日）- 英国陸軍軍人。キャリクファーガス城代（英語版）やエディンバラ城代（英語版）を歴任。

- 第8子（四女）マーガレット（1678年生）- 夭折
- 第9子（五男）ジェームズ（1679年生）- 生涯未婚のまま死去。
- 第10子（五女）アナベラ（1682年生）- 夭折

### 註釈
1. ↑  ロクスバラ伯爵位は1616年創設のスコットランド貴族爵位[2]。初代伯には男子がおらず、その生前に女系子孫のウィリアム・カーへの相続を指定して1650年に死去した[2]。しかし、ウィリアムの爵位継承は1661年にまでもつれ込んだ。
2. ↑  スコットランド議会は1661年に係争中のロクスバラ伯爵位に関して、請願者ウィリアム・カーへの継承を認めた[2]。そのため、従来用いてきた儀礼称号（カー卿）をウィリアムとその一族に返還している。